# Pulsdopplerradar
Pulsdopplerradar är en radartyp som kan bestämma ett måls läge och hastighet radiellt från radarn från en radarpuls. Genom att kombinera funktionen hos en normal pulsradar, som bara kan bestämma ett radarekos position, med dopplereffekten som möjliggör att hastighetsbestämning av ett eko, så kan man filtrera ut oönskade ekon beroende på deras hastighet. Detta möjliggör att på ett effektivt sätt särskilja markekon från ekon från lågflygande flygplan.